# Strupenjača
Strupenjača je kača, ki uporablja strup za ubijanje plena in samoobrambo. Strup vbrizgnejo s strupnikom. Strup običajno deluje le, če pride v kri, nekatere kače pa lahko strup brizgnejo v zrak in pri tem poskušajo zadeti oko. Približno 600 vrst kač je strupenih, kar je približno četrtina vseh vrst. V Sloveniji živijo tri vrste strupenjač: laški gad, navadni gad in modras. Tu pa živi tudi polstrupena mačjeoka kača. Strupenjače, ki živijo na območju Slovenije, imajo čokato telo, kratek rep, cikcakast vzorec na hrbtu, rdeč spodnji del repa, navpično zoženo zenico, glavo pokrito z majhnimi ploščicami (največ 3 ploščice so velike) in med očesom ter nadustnimi ploščicami eno ali dve vrsti majhnih lusk.
Čeprav so strupenjače nevarne, je lahko škodljiv tudi ugriz nestrupene kače, saj se na lahko zobeh zadržujejo nevarne bakterije.